# でぃ・えっち・えぃ
『でぃ・えっち・えぃ』は、ゆうきりんによる日本のライトノベル。イラストは小宮裕太（そのなな!まで）、谷村まりか（へりっしゅ!以降）が担当。電撃文庫（メディアワークス）より2005年1月から2008年1月まで全10巻が刊行された。
メディアミックスとして、『月刊電撃コミックガオ!』にて谷村まりかによるコミカライズが2006年9月号から2008年4月号まで連載された。
なお、作者曰くタイトルの「でぃ・えっち・えぃ（DHA）」は、悪魔・人間・天使（Devil/Human/Angel）を並べた略称で、化学物質のドコサヘキサエン酸とは無関係であるという。また、「H」は当然「エッチ」も兼ねている。

## ストーリー
深夜、「神代屋敷」と呼ばれる豪邸に地獄の七将軍（ヘル・セブンス）の一角を成す悪魔、バール・ゼブルが襲来する。長年探し求めていた「あのお方」を復活させる為に、それまで彼を「両親」や「使用人」という形で守護していた下級天使たちを蹴散らすも、当の少年・神代光が人の身でありながら神聖な力に包まれているせいで、近寄る事すら出来なかった。そこでバールは悪魔であれど人としている者が必要だと考え、悪魔が人間の女に孕ませた子である「罪（シン）」を持つ「罪人（シナー）」達を呼び寄せる。
ところ変わって夜の町、主人公のごく普通の少女・白鳥愛は想い人の光がそのお人好しさ故に親戚と名乗る者達に屋敷を奪われてしまい、ホームレス生活を送っている事を知る。何とかしてやりたくとも何も出来ない自らの無力感に苛まれていた所、突如大天使（アークエンジェル）・ラファエルと名乗る天使が現れ、愛に「神代光を悪魔の手から救い、契りを交わせ」と命じてきた。時を同じくして光の前に、彼の中に眠る「あのお方」こと悪魔神ルシファーの復活を命じられた「七つの大罪」を持つ7人の悪魔っ娘たちが現れ、自分達もまた「罪」の苦しみから解放されたいが為に、あの手この手で光に大罪を犯させ、堕落（ダウンフォール）するよう仕組んでくる。
この日から世界と光の命運は、たった1人の少女に託された。

## 登場人物

### 主要人物
神代 光（かみしろ ひかる）
本作の主人公。千代神中学に通う中学二年生。愛の想い人。かなりのお人好しでおっとりしているが、実は悪魔神ルシファーの生まれ変わり。
第2巻で「憤怒」の罪を犯しルシファー状態となった時に、愛に「お前は俺のもの」と宣言した事をおぼろげながら覚えており、それを契機に愛と付き合い始める。それまで愛と罪人達の戦いを全く知らなかったが、「へりっしゅ!」で事態が急変したため、遂に愛から全てを知らされた。それ以降は堕落の限界点を知る為にわざと「罪」を犯し、ルシファーを自ら抑え込む為の訓練を受ける。
「へぶんす!」では再びルシファーに体を乗っ取られてしまうも、ラファエルの協力もあって肉体を取り戻す事に成功し、元に戻った後はそのまま愛と契りを交わした。その後は愛や元・罪人達と共に平和な生活を送る。
白鳥 愛（しらとり あい）
千代神中学に通う14歳の中学二年生。光に想いを寄せる少女。
多少（?）妄想過多なのを除けばごく普通の中学生だったが、光への想いの強さを見込まれ大天使（アークエンジェル）ラファエルに光を救うよう命じられ、堕落した光を救う為の「天使の矢（キューピッズアロー）」を授かる。普段はどこか頼りなさげだが、光の為なら怖気づかず怯まない芯の強さを併せ持つ。ラファエルと常時心の中で会話するが、彼の声は自分にしか聞こえない事を忘れて、突如として叫んだりしてしまう事も多々あり、周囲から怪訝な目で見られる事も。
第6巻でルシファーに家を陥没させられてしまい、両親と共に光の屋敷の離れにある使用人用の寄宿舎に住まう事になる。
最終巻「へぶんす!」では覚醒したルシファーに追い詰められ凌辱されてしまうが、強い意志の力を以てして肉体を奪い返した光に助けられ、彼とそまま契りを交わす。全てが終わった後は光と幸せな生活を送り、元・罪人達とも友好を結ぶ。

#### 大罪者
田名網 久美（たなあみ くみ）
「憤怒（ラース）」の罪（シン）を持つ少女。光、愛と同じクラスと同じクラスに転入して来る。両親は既に亡くなっており、バールによって呼び寄せられるまではアパートで一人暮らしをしていた。かなり男勝りな性格で、一人称は「オレ」。
生活費を稼ぐのと憤怒の発散の為に、夜は秘密会員制クラブで行われている「キャットファイト」と呼ばれる、女同士がコスチュームなどを着て格闘技をする見世物に出場して金を稼ぐ「サー・アイスキャット」のリングネームを持つ花形ファイター。日々鍛錬を怠らないため運動神経は抜群だが、基本的に単細胞で頭は悪い。学校の成績は最下位独走中。他にも「株」を野菜の「蕪」と間違え倉子に爆笑された事も。
「へぶんす!」では他の6人と同様に罪をばら撒く事で千代神地区の住人を堕落させ、罪を解放して獣の姿となり、その中で地獄の「幸福」という名の苦しみを受けるが、愛と光が契りを交わした後は罪から解放され、普通の人間になる。
那賀花 美巳（ながはな みみ）
「大食（グラトニー）」の罪を持つ少女。ぽっちゃりした体格。久美と一緒に同じクラスに転入して来る。
製菓会社などの食品アンケート（焼き時間、調味料の量などの細かいアドバイスをする本格的な物）に答えて食費を稼いでいる。料理の腕前は一流。その罪のせいでかなりの大喰らい。常にお菓子やパンなどを持ち歩き、学校に弁当を重箱で持っていっている。滅多に怒らない、おっとりした性格。久美と行動を共にする事が多い。
「へぶんす!」では愛と光が契りを交わした後は罪から解放され、普通の人間になる。
明星 獅ぃ子（あけほし しぃこ）
「高慢（プライド）」の罪を持つ少女。世界有数の商社「ヴィーナス・グループ」の社長令嬢。16歳だが会社があるため学校には通っていない。ヴィーナス・グループの内約100社は自分が企画し立ち上げたものと言っている。罪人達のリーダー的存在。髪型はツインテール。
幼いころ事故に遭い足が動かない為、覆面の大男「赤兎」の肩に乗り移動している。常に乗馬服を着て乗馬用の鞭を持っている（「赤兎」が三国志に登場する関羽の愛馬の名前である事から）。「憤怒」の罪と「高慢」の罪の相性が悪い事も相まって、久美とよく口論になる。普段は上に立つ者としての態度を崩さないが、Hな事・恋話が苦手という、年頃の少女らしい弱点もある。ルシファー相手には、当然ながら決して頭が上がらない。棕櫚とは昔病院で一緒になった事があり、彼女の事はその頃から知っている。いつも光の傍にいる愛を疎ましく思い、いつか抹殺しようかとも考えているが、ルシファーが愛を気に入っているためそれを許さず、実行に移せずにいる。
「へぶんす!」では愛と光が契りを交わした後は罪から解放され、普通の人間になる。それでも高圧的な態度は根本的に変わっていない。
鏡 倉子（かがみ くらこ）
「強欲（グリード）」の罪を持つ少女。15歳。スーツ姿に眼鏡という出で立ち。髪型はポニーテイル。
天才的な株のトレーダーとして有名だが、会社には通っていない。獅ぃ子の個人資産を超える程の資産を持つ。光の親戚と偽った佐々順二という男から、神代邸の登記簿を買い戻した。罪人達の中では獅ぃ子に次ぐ知性派で普段は冷静だが、純情な一面も持つ。「強欲」の罪を持つが故に物が捨てられず、彼女の部屋は物で溢れ返っている。
「へぶんす!」では愛と光が契りを交わした後は罪から解放され、普通の人間になる。
荒縁 棕櫚（あらぶち しゅろ）
「怠情（スロース）」の罪を持つ少女。短髪で少年の様な容姿と美貌を持ち、服は男物を着用している。一人称は「ボク」。
久美、美巳と同じクラスに転校したが、罪の為ほとんど登校しておらず、その日の午後になってから登校するなど、生活においてかなりのんびりとしている。しかし巳和に次いで頭は回る模様。
「へぶんす!」では愛と光が契りを交わした後は罪から解放され、普通の人間になる。
牧鷹 羊子（もくおう ようこ）
「邪淫（ルスト）」の罪を持つ少女。17歳の現役グラビアアイドルでテレビやCMにもよく出ており、ファンからの愛称は「モック」。B95・W48・H70のナイスバディにして、露出度の高い服を常に着用。漫画版では、獅ぃ子の依頼でヴィーナスグループの販売している雑誌「A♪Wings」の専属モデルを務めている。
小学生の頃から男子を人気のない場所に連れ込んではいかがわしい行為を行っていた為、カウンセリングに通わされていた時期があり、巳和とそこで出会い親友になる。当時は女子から嫌われていて同性の友人がいなかった事もあり、彼女の事は大事に思っている。
「へぶんす!」では愛と光が契りを交わした後は罪から解放され、普通の人間になる。
宇美野 巳和（うみの みわ）
「嫉妬（エンヴィ）」の罪を持つ少女。ロングヘアで前髪をワングレスにしている13歳の中学生。葬儀にでも出るかの様な黒いワンピースとエナメルの靴を常に身に着けている。
テディベア作家としてネット上では有名で、インターネットで自分の作ったテディベアを売って小遣いを稼いでおり、彼女自身も片目の取れた（小物入れも兼ねた）テディベアをいつも持っている。一見すると気弱で引っ込み思案な雰囲気だが、実は頭の回転の速い策士。
両親が本来は男児を望んでいたため、弟の竜一が生まれた途端2人が巳和を放って彼につきっきりになった事で、「嫉妬」の罪に本格的に目覚め始める。ある日幼稚園で自らの罪を象徴する蛇の絵を描き、それを見た園児が怖がってパニックを起こすという騒ぎが起こったのが原因で、退園してしまう事となる。そこから普段から巳和の事で頭を痛めていた両親がノイローゼ気味となり、遂には離婚し、羊子が宛がってくれたマンションで現在は1人暮らし。
「へぶんす!」では愛と光が契りを交わした後は罪から解放され、普通の人間になる。「でもんず!」では彼女もまた竜一を男として愛しているらしい描写があったが、罪から解放された後はそれも無くなってしまった。

#### 地獄の七将軍（ヘル・セブンス）
バール・ゼブル
地獄の七軍団を率いる悪魔将軍、地獄の七将軍（ヘル・セブンス）の1人。通称・「蝿の王」。タキシードにシルクハット、マントを身に着けた男。
それまで光を守護していた下級天使達を蹴散らし、地獄の使途（ヘル・アポストル）の罪人達を光のもとへ導いた張本人。しかしその後、光の神聖さに焼き尽くされかけ、しばらく蝿の姿で過ごさなければならなくなった。
「へぶんす!」にて再登場しルシファーの前に現れるが、「ミイラ取りがミイラになる」、つまりルシファーもまた愛に恋愛感情を抱いてしまう事を知りつつも、「それはそれで面白い」と放置しておいた。

#### 大天使
ラファエル
大天使（アークエンジェル）の1人。愛の光への想いの強さを見込み、光を救うよう命じてきた。
愛に助言・叱咤するなど常に語りかけて来るが、日本が神の威光が特に弱い地であるため愛の部屋でしか実体化できない。時折大天使とは思えないほど俗っぽい台詞（主に下ネタ）を口にするのと、割といい加減な性格なのが玉に瑕だが、光を巡る戦いにおける愛の唯一の味方である。
「へぶんす!」では罪人たちを捕らえる為の作戦を練り、作戦自体は成功したものの結果的に最悪の事態を引き起こしてしまい、その贖罪もあってか光がルシファーを抑え込む為の手助けをし、世界を再生した後は愛に別れも告げず去って行った。
オリフィエル
大天使（アークエンジェル）の1人。
アナエル
大天使（アークエンジェル）の1人。
ザハリエル 
大天使（アークエンジェル）の1人。
サマエル
大天使（アークエンジェル）の1人。
ガブリエル
大天使（アークエンジェル）の1人。
ミカエル
大天使（アークエンジェル）の1人。ラファエルとは対照的に、ルシファー＝光を救う事に反対している。

### その他の人物
玄（げん）
ホームレス状態の光を見かねて、自らが管理する教会に招いた老人。
それまでは物語の本筋には無関係な人物と思われていたが、実はルシファーの復活を阻止せんとする事を目的とした「組織」の一員。以前から光＝ルシファーの事実を知っており、長年「組織」の命で光を監視し続けていた。
「でもんず!」「へぶんす!」では「組織」から離れ単独行動を起こし愛に協力する。その芯の強さと器の大きさはラファエルが認める程で、老人らしからぬ筋骨隆々とした肉体を持つ。「へぶんす!」最終章では世界が再生されると同時に「組織」の存在自体も消えてしまった為、以降は愛達の事も忘れ公園でボランティアを行う普通の老人となっている。漫画版では第1話に登場しただけの一般人。
来栖（くるす）
千代神中学の教師で、愛たちのクラスの担任。
彼も玄と同様「組織」の一員で、玄を「師父」と呼ぶ。第4巻では彼と共に罪人達を妨害した。「へぶんす!」では「高慢」「憤怒」等の罪にあてられるも愛に浄化される。「組織」が無くなってからは普通の教師となり、生徒からの人気は上々らしい。漫画版では玄同様、ただの一般人。
林田是正（はやしだ これまさ）
千代神中学の卒業生。光とは仲が良く、光が家を追い出された時には密かに自身がバイトするコンビニの廃棄弁当を光にあげるなど、色々と気にかけていた。
彼もまた「組織」の一員であり、「組織」の「預言」に従い玄同様光を監視していた。来栖と同様に玄を「師父」と呼ぶ。
「へぶんす!」では玄と共に愛に協力する。世界が再生された後は、玄と共にボランティアに精を出す普通の高校生となっている。漫画版では未登場。
平山綾香（ひらやま あやか）
愛の親友。愛の光への恋心も認知しており、時には気弱な彼女の恋の手助けをする事もあるしっかり者。
芥木小夜子（あくたぎ さよこ）
千代神中学の中でも1・2を争うほど厳格で有名な女性教師。エリート贔屓な性格。
「へりっしゅ!」では普段からのストレスが原因で、「憤怒」の罪に中てられ光に対して怒り狂ったが、愛に浄化された。
黒島竜一（くろしま りゅういち）
巳和の実弟。両親が離婚した時に母親の方に引き取られた為、巳和と名字が異なっている。実年齢は10歳（第2部では11歳）なのだが、飛び級で中三になり名門校の帝開学園で生徒会長を務めている。「でもんず!」では私立高に進学した。母親と2人暮らし。
実姉の巳和に恋愛感情と執着心を抱く、真正の近親相姦願望少年。基本的に巳和以外はどうでもいいと思っており、巳和にしか勃たない（巳和談）。外見は10歳には見えないほど大人びているが、巳和の前では幼い地が出る。巳和の頼みで愛に接触して以降も彼女とは多少の交流があり、時には助ける事も。
「へぶんす!」では「組織」の人間から巳和を守ろうと奮闘するも、完膚なきまでに叩きのめされ重傷を負う。しかしラファエル達によって世界が再生された時に、その傷も帳消しになった模様。その後も変わらず巳和命だが、巳和の方にその気はない為、軽くあしらわれているらしい。
漫画版では原作よりも、大人びた容姿で描かれている。

## 用語
組織
玄・来栖・是正が所属する、ルシファーの復活を阻止し世界を救う事を目的とした組織。正式名称も不明で、「組織」とだけ呼ばれている。基本的に自分達の信じるものの為なら手段を選ばない冷酷な連中の集まりで、玄や是正の様な良心的な人間の方が寧ろ珍しいようである。
物語開始前から上層部から「託宣」が下され、それにはルシファーや罪人達が目覚め世界を破滅に導く事、更に「愛」が世界を救うであろう事の旨が書かれていた。
ハルマゲドン
ルシファーが完全に覚醒し、罪人達が跳梁跋扈し、遂には大天使達が現れる事で起こされる戦争。
天使の矢（キューピッズアロー）
ラファエルが愛に与えた弓矢。光への想いを込めて放つ事により、堕落した光や罪に中てられた人間、またはその場を浄化（ピュリファイ）出来る。
第4巻でミカエルに破壊されてしまうが、6巻で愛が自ら弓矢を生み出した為、以降はそれを使用している。ちなみに罪人達がこれを喰らった場合、体の代わりに服が焼き切れてしまい、全裸になってしまう。肌の上から直に喰らった場合は人間の肉体を捨て、それぞれの罪を象徴する「獣」の姿へと変貌する。
堕落（ダウンフォール）
光が七つの大罪を犯し、ルシファーへと覚醒してしまう事。大抵は愛の浄化で元に戻る。

## 既刊一覧

### 小説
- ゆうきりん（著）・小宮裕太（イラスト、「そのなな！」まで）・谷村まりか（イラスト、「へりっしゅ！」以降）、メディアワークス〈電撃文庫〉、全10巻
  - 『でぃ・えっち・えぃ』、2005年1月10日発売[3]、ISBN 4-8402-2915-5
  - 『でぃ・えっち・えぃ そのに!』、2005年5月10日発売[4]、ISBN 4-8402-3044-7
  - 『でぃ・えっち・えぃ そのさん!』、2005年9月10日発売[5]、ISBN 4-8402-3144-3
  - 『でぃ・えっち・えぃ そのよん!』、2006年1月10日発売[6]、ISBN 4-8402-3270-9
  - 『でぃ・えっち・えぃ そのご!』、2006年5月10日発売[7]、ISBN 4-8402-3429-9
  - 『でぃ・えっち・えぃ そのろく!』、2006年10月10日発売[8]、ISBN 4-8402-3582-1
  - 『でぃ・えっち・えぃ そのなな!』、2007年1月10日発売[9]、ISBN 978-4-8402-3684-3
  - 『でぃ・えっち・えぃ へりっしゅ!』、2007年5月10日発売[10]、ISBN 978-4-8402-3846-5
  - 『でぃ・えっち・えぃ でもんず!』、2007年9月10日発売[11]、ISBN 978-4-8402-3970-7
  - 『でぃ・えっち・えぃ へぶんす!』、2008年1月10日発売[12]、ISBN 978-4-8402-4146-5

### 漫画
- ゆうきりん（原作）・谷村まりか（作画） 『でぃ・えっち・えぃ』 メディアワークス〈電撃コミックス〉、全3巻
  1. 2007年3月27日発売[13]、ISBN 978-4-8402-3828-1
  2. 2007年9月27日発売[14]、ISBN 978-4-8402-4049-9
  3. 2008年4月26日発売[15]、ISBN 978-4-04-867047-0